# Langenstück (Bergisch Gladbach)
Langenstück war ein Wohnplatz auf dem Gebiet des heutigen Stadtteils Stadtmitte der Stadt Bergisch Gladbach  im Rheinisch-Bergischen Kreis.

## Lage und Beschreibung
Langenstück (ma. om Langenstöck) lag an der heutigen Paffrather Straße, der früheren Reuterstraße.

## Geschichte
Die Ortslage entstand in der Mitte des 19. Jahrhunderts und war Teil der preußischen Bürgermeisterei Gladbach im Kreis Mülheim am Rhein. Mit der Rheinischen Städteordnung wurde Gladbach 1856 Stadt, die dann 1863 den Zusatz Bergisch bekam.
| 1845 | 7  | 1  | einzelnes Haus |
| 1871 | 24 | 4  | Hofstelle      |
| 1885 | 68 | 12 | Wohnplatz      |

In späteren Statistiken ist Langenstück nicht mehr eigenständig aufgeführt.